# Nati nel 1486
| Questa pagina contiene informazioni ricavate automaticamente dalle voci biografiche con l'ausilio del template Bio e di un bot. L'aggiornamento è periodico e automatico e ricostruisce completamente la pagina. Se manca una persona in questa lista, sei pregato di non aggiungerla, ma accertati piuttosto che la sua voce biografica contenga il template Bio e che i dati anagrafici siano correttamente compilati. Se il template Bio manca, inseriscilo tu stesso o, in alternativa, metti l'avviso {{tmp\|Bio}} che ne segnala la mancanza. Se i dati riportati sono sbagliati, correggi direttamente la voce biografica; le modifiche saranno visibili in questa lista entro pochi giorni. Per chiarimenti vedi il progetto biografie. La lista contiene solo le 43 persone che sono citate nell'enciclopedia e per le quali è stato implementato correttamente il template Bio. Pagina aggiornata al 10 feb 2025. |

- 2 gennaio - Guidobaldo Gondi, banchiere italiano († 1560)
- 6 gennaio - Martin Agricola, compositore e teorico della musica tedesco († 1556)
- 27 febbraio - Caitanya, mistico indiano († 1533)
- 9 marzo - Filippo de' Nerli, storico italiano († 1557)
- 2 luglio - Jacopo Sansovino, architetto e scultore italiano († 1570)
- 16 luglio - Andrea del Sarto, pittore italiano († 1530)
- 25 luglio - Alberto VII di Meclemburgo-Güstrow, nobile tedesco († 1547)
- 3 agosto - Imperia Cognati, italiana († 1512)
- 10 agosto - Guglielmo IX del Monferrato, marchese († 1518)
- 14 settembre - Agrippa von Nettesheim, alchimista, astrologo e esoterista tedesco († 1535)
- 20 settembre - Arturo Tudor, principe britannico († 1502)
- 10 ottobre - Carlo II di Savoia, nobile († 1553)
- 13 novembre - Johannes Eck, teologo tedesco († 1543)
- 9 dicembre - Filippo III di Waldeck, nobile tedesco († 1539)
- Ahmad al-Araj, sultano marocchino († 1557)
- Johann Apel, giurista e umanista tedesco († 1536)
- Antonio Barattucci, avvocato italiano († 1561)
- Domenico Beccafumi, pittore e scultore italiano († 1551)
- Tomás de Berlanga, vescovo cattolico e esploratore spagnolo († 1551)
- Angela Borgia, nobildonna italiana († 1521)
- Benvenuto della Volpaia, orologiaio italiano († 1532)
- Girolamo Emiliani, religioso italiano († 1537)
- Pieter van Gent, missionario belga († 1572)
- Pieter Gillis, giurista e umanista fiammingo († 1533)
- Paola Gonzaga, nobile italiana († 1519)
- Hasan Agha, corsaro e politico ottomano († 1545)
- Sigismund von Herberstein, diplomatico e scrittore austriaco († 1566)
- Diego de Holguin, militare spagnolo
- Pedro Manuel Jiménez de Urrea, scrittore e poeta spagnolo († 1535)
- Johann Oldendorp, giurista e giudice tedesco († 1567)
- Latino Giovenale Manetti, poeta italiano († 1553)
- Juan Martínez Silíceo, cardinale, arcivescovo cattolico e matematico spagnolo († 1557)
- Caterina Mattei, monaca cristiana italiana († 1547)
- Paolo Morando, pittore italiano († 1522)
- Girolamo Priuli, mercante e politico italiano († 1567)
- Ludwig Senfl, compositore svizzero († 1543)
- Sher Shah Suri, sultano indiano († 1545)
- Somphu, sovrano laotiano († 1501)
- Tommaso di Villanova, arcivescovo cattolico e santo spagnolo († 1555)
- Baldassarre Turini, presbitero italiano († 1543)
- Giovanni Vespucci, cartografo italiano
- Francesco da Castello, architetto e scultore italiano († 1570)
- Gabriel de Grammont, arcivescovo cattolico e cardinale francese († 1534)